# 미겔 말바르

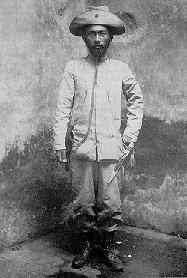
미겔 말바르

미겔 말바르(Miguel Malvar, 1865년 9월 27일 - 1911년 10월 13일)는 필리핀의 독립운동가이자 혁명가이다. 카티푸난의 멤버이자 임시 혁명정부의 군사 지도자였다. 1901년부터 1902년 필리핀 임시정부의 세 번째 대통령이었다.

## 같이 보기
- 필리핀의 임시 대통령 목록